# Oplostomus abdominalis
Oplostomus abdominalis är en skalbaggsart som beskrevs av Knirsch 1944. Oplostomus abdominalis ingår i släktet Oplostomus och familjen Cetoniidae. Inga underarter finns listade i Catalogue of Life.